# Brochet MB-40
Le Brochet MB-40 est un avion de sport biplace français de l'entre-deux-guerres. Un seul exemplaire est achevé après la fin de la Seconde Guerre mondiale.
Au cours de l’été 1936 Maurice Brochet dessine un biplace côte à côte en double commande dérivé du MB-30. L’appareil se présente comme un monoplan à aile haute contreventée, construit entièrement en bois et reposant sur un train classique fixe avec une cabine fermée.  En octobre 1936 Thierry Prieur, industriel parisien, sur le point de constituer avec Émile-Louis Letord une société de construction aéronautique, passe commande de deux prototypes, prenant en charge les moteurs et le coût des essais en vol. Mais Prieur ne fait pas face à ses engagements financiers et les deux cellules se trouvent toujours dans l’atelier de Neauphle-le-Château à la Libération. Il leur manque le moteur, des mâts de voilure et un atterrisseur.  
Un exemplaire est alors acheté par les membres de l’Aéro-Club de Suresnes, qui installent un train d’atterrissage et une roulette de queue à la place de la béquille, modifient la partie supérieure du fuselage pour améliorer la visibilité, et adaptent un moteur Continental A65 de 65 ch. Devenu MB-40, l’appareil effectue son premier vol le 6 août 1949 à Saint-Cyr-l'École, piloté par Marcel Decoux. Immatriculé F-PFOH en CNRA, il est ensuite détruit dans un accident. Transférée à Enghien Moisselles, la seconde cellule n'est, elle, pas achevée.    

## Sources
1. 1 2 3  « Avions Maurice Brochet Neauphle Le Chateau », sur avions.brochet.free.fr (consulté le 21 mai 2021).